# Judeneidenfeld
Judeneidenfeld, eine Wüstung im Truppenübungsplatz Hohenfels, war ein Gemeindeteil des Marktes Lutzmannstein im Landkreis Parsberg.

## Geographische Lage
Der Weiler lag im oberpfälzischen Jura der Südlichen Frankenalb etwa 7 km nordöstlich von Velburg auf ca. 480 m über NHN in der Flur „Oberes Hart“.

## Verkehr
Judeneidenfeld lag an einer von Velburg nach Hohenburg führenden Straße. 

## Geschichte
Nordwestlich der Wüstung ist auf dem Höhenzug Vogelherd auf 573 m ü. NHN ein nicht bezeichneter Burgstall feststellbar.
Der Ortsname geht eventuell auf die Ansiedelung von Juden in der Oberpfalz durch Pfalzgraf Ruprecht I. im 14. Jahrhundert zurück. Im Kartenwerk von Christoph Vogel von 1600 ist „Judeneitenfeld/Judeneittenveld/-feld“ als Bestandteil der Hofmark/Herrschaft Lutzmannstein verzeichnet. Gegen Ende des Alten Reiches, um 1800, bestand Judeneidenfeld aus vier Anwesen, nämlich zwei Halbhöfen (Fischer und Fischers Witwe), einem Viertelhof (Mayer) und dem gemeindlichen Hirtenhaus. 1808 gab es im Weiler fünf Untertanen; einer gehörte zum Spitalamt Amberg und je zwei zu Lutzmannstein und Allersburg.
Im Königreich Bayern wurde um 1810 der Steuerdistrikt Lutzmannstein im Landgericht Parsberg (später Landkreis Parsberg) gebildet. Ihm gehörten neben dem Markt Lutzmannstein das Dorf Pielenhofen und die Weiler Breitenwinn, Grün, Judeneidenfeld und Kircheneidenfeld an. Mit dem zweiten bayerischen Gemeindeedikt von 1818 entstand die kleinere Ruralgemeinde Lutzmannstein, der 1830 die Weiler Judeneidenfeld und Kircheneidenfeld eingemeindet wurden. Über die gesamte Gemeinde übten die Freiherren von Giese/Gise die Patrimonialgerichtsbarkeit II. Klasse mittels Gerichtshalter bis 1848 aus. Anschließend ging die Gerichtsbarkeit an das Landgericht Parsberg über.
Als 1951 für die US- und NATO-Truppen der Truppenübungsplatz Hohenfels geschaffen werden musste, genügte dafür nicht das Gebiet des ab 1838 geschaffenen, 1949 aufgelösten Heeresgutsbezirks Hohenfels. Der westlichen Erweiterung des neuen Truppenübungsplatzes mussten mehrere Gemeinden weichen, darunter auch die Gemeinde Lutzmannstein. Durch Truppenübungen wurden alle acht Orte der Gemeinde Lutzmannstein, also auch Judeneidenfeld mit seiner Dorfkapelle, nach der Absiedelung allmählich zur Wüstung. Im Zuge der Gebietsreform in Bayern wurde das gesamte Erweiterungsgebiet am 1. Oktober 1970 der Stadt Velburg zugeschlagen.

### Gebäude- und Einwohnerzahlen
- 1600: 4 Herdstätten[9]
- 1808: 21 „Seelen“, 5 Häuser, 2 Pferde, 2 Ochsen[10]
- 1830: 32 Einwohner, 5 Häuser[11]
- 1835: 28 „Seelen“, 5 Häuser[12]
- 1867: 26 Einwohner, 11 Gebäude, Kirche[13]
- 1871: 24 Einwohner, 13 Gebäude, an Großviehbestand 1873 29 Stück Rindvieh[14]
- 1900: 28 Einwohner, 4 Wohngebäude[15]
- 1925: 29 Einwohner, 4 Wohngebäude[16]
- 1938: 36 Katholiken[17]
- 1950: 26 Einwohner, 4 Wohngebäude[18]

### Kirchliche Verhältnisse
- Judeneidenfeld gehörte seit altersher (so um 1600)[19] zur katholischen Pfarrei Hohenfels im Bistum Regensburg, seit 15. Januar 1811 zu der Pfarrei St. Lucia zu Lutzmannstein im Bistum Eichstätt, Dekanat Velburg-[20] Die Kinder gingen im 19. und 20. Jahrhundert dorthin in die katholische Schule.[21][18] In Judeneidenfeld gab es eine Dorfkapelle zur hl. Maria im Eigentum des Bauern Braun.[22]
- Die Protestanten gehörten um 1925 zur evangelisch-lutherischen Pfarrei Neumarkt i. d. Opf., um 1950 zum exponierten Vikariat Parsberg.[16][18]

## Bau- und Bodendenkmäler
Untertägige mittelalterliche und frühneuzeitliche Befunde in der Wüstung sind unter D-3-6736-0088 in die Bayerische Bodendenkmalliste eingetragen.